# Arculat
Az arculat egy cég, vagy közösség azonosítására szolgáló külső jegyek (formák, színek, képek, hangok stb.) összetett rendszere.
Egységes és tudatos megjelenés, amely összetéveszthetetlen és sajátságos jegyeket hordoz az adott szervezeten belül és annak kifelé irányuló kommunikációjában. Segít a beazonosításban és az egységes szervezeti megjelenésben, amely az ügyfeleknél az első benyomást jelenti. Legyen szó egy kis- és középvállalati szegmensbe tartozó cég megjelenéséről, vagy egy óriásvállalatéról, az arculatnak professzionálisnak, egyedinek és könnyen felismerhetőnek kell lennie. Az egyedi arculat, az egységes megjelenés minden szervezetnek és cégnek segít abban, hogy környezete pontosan beazonosíthassa, és véleményüket a saját céljai szerint formálja. Az egységes, átgondolt arculat kiegészíti a személyes megjelenést és önmagában képviseli a szervezetet. Egy jól kialakított arculat képes eladni, egy rossz pedig veszteséget termelni.